# Caldas da Rainha
Caldas da Rainha är en stad och kommun i mellersta Portugal, den historiska provinsen Estremadura, belägen 95 km norr om huvudstaden Lissabon. Kommunen ligger vid Atlanten och staden 12 km från atlantkusten.
Staden är känt som kurort och för sin keramik och fruktodlingar (päron och äpplen).
Kommunen har 51 729 invånare (2020) och en yta på 256 km². 

## Freguesias
Den består av 12 freguesias (kommundelar) och är belägen i distrito de Leiria.

- A dos Francos
- Alvorninha
- Caldas da Rainha — Nossa Senhora do Pópulo, Coto e São Gregório
- Caldas da Rainha — Santo Onofre e Serra do Bouro
- Carvalhal Benfeito
- Foz do Arelho
- Landal
- Nadadouro
- Salir de Matos
- Santa Catarina
- Tornada e Salir do Porto
- Vidais

## Ortnamnet
Ortnamnet Caldas da Rainha är sammansatt av caldas (”kurort”) och rainha (”drottning”) med betydelse ”drottningens kurort”. Det syftar på drottning Leonora (född 1458-död 1525), gift med kung João II.

## Historia
Staden Caldas da Rainha grundades av drottning Leonor, hustru till kung João II, på 1400-talet.

## Bilder

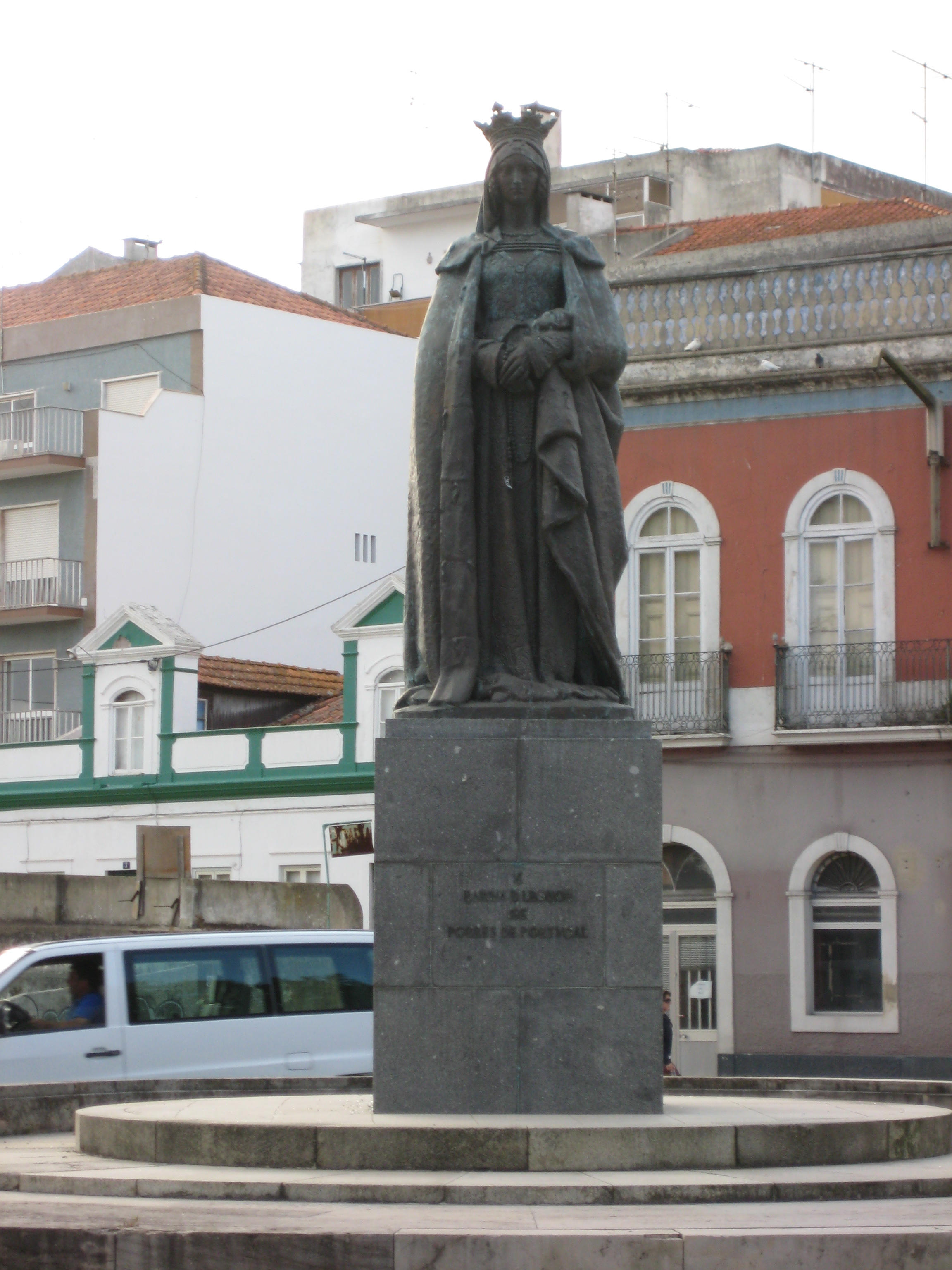
Drottning Leonora
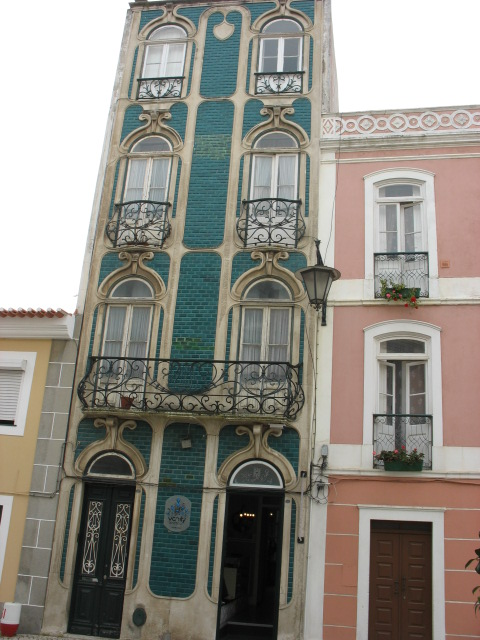
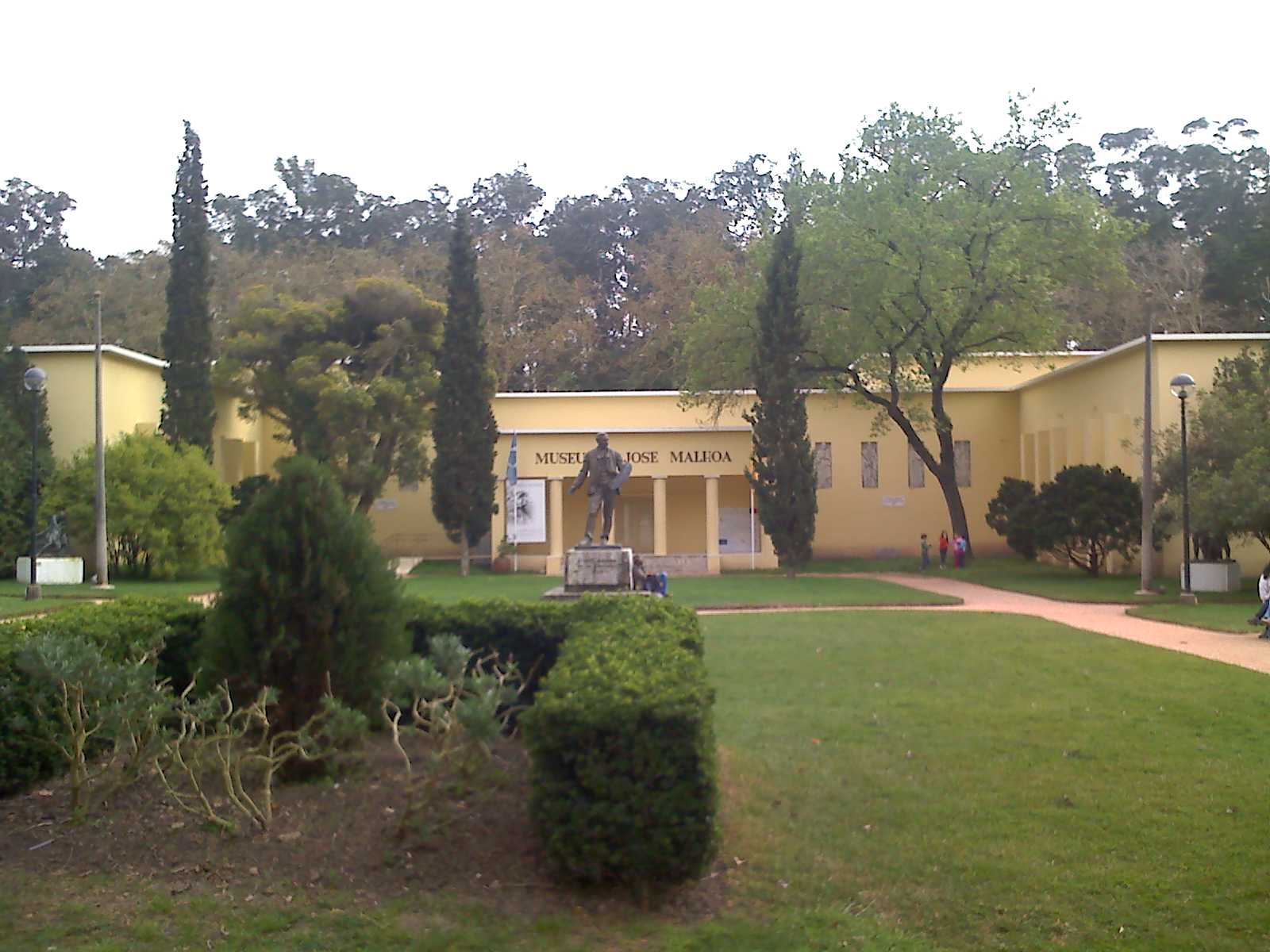
José Malhoa museum
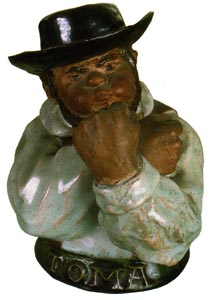
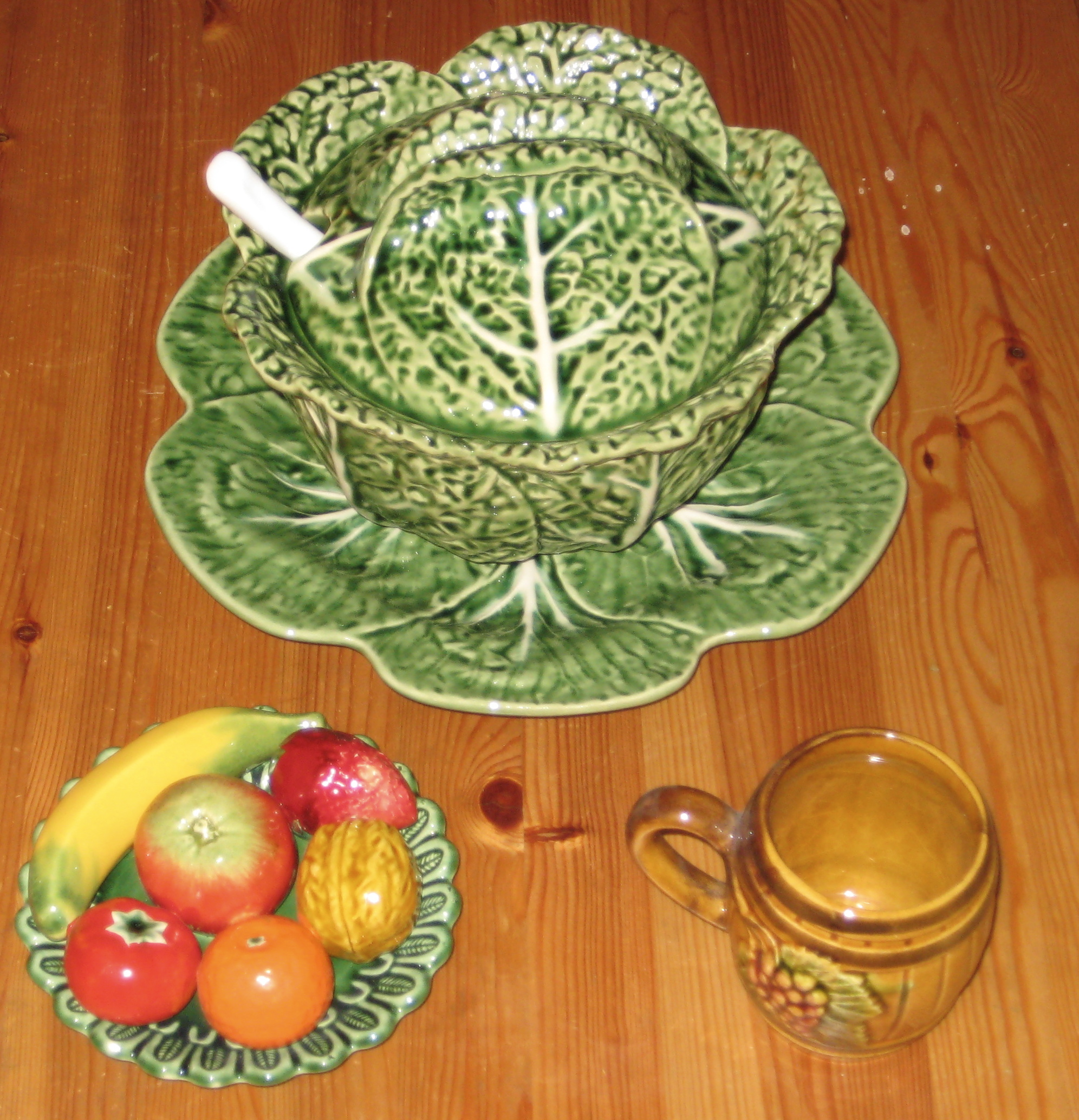
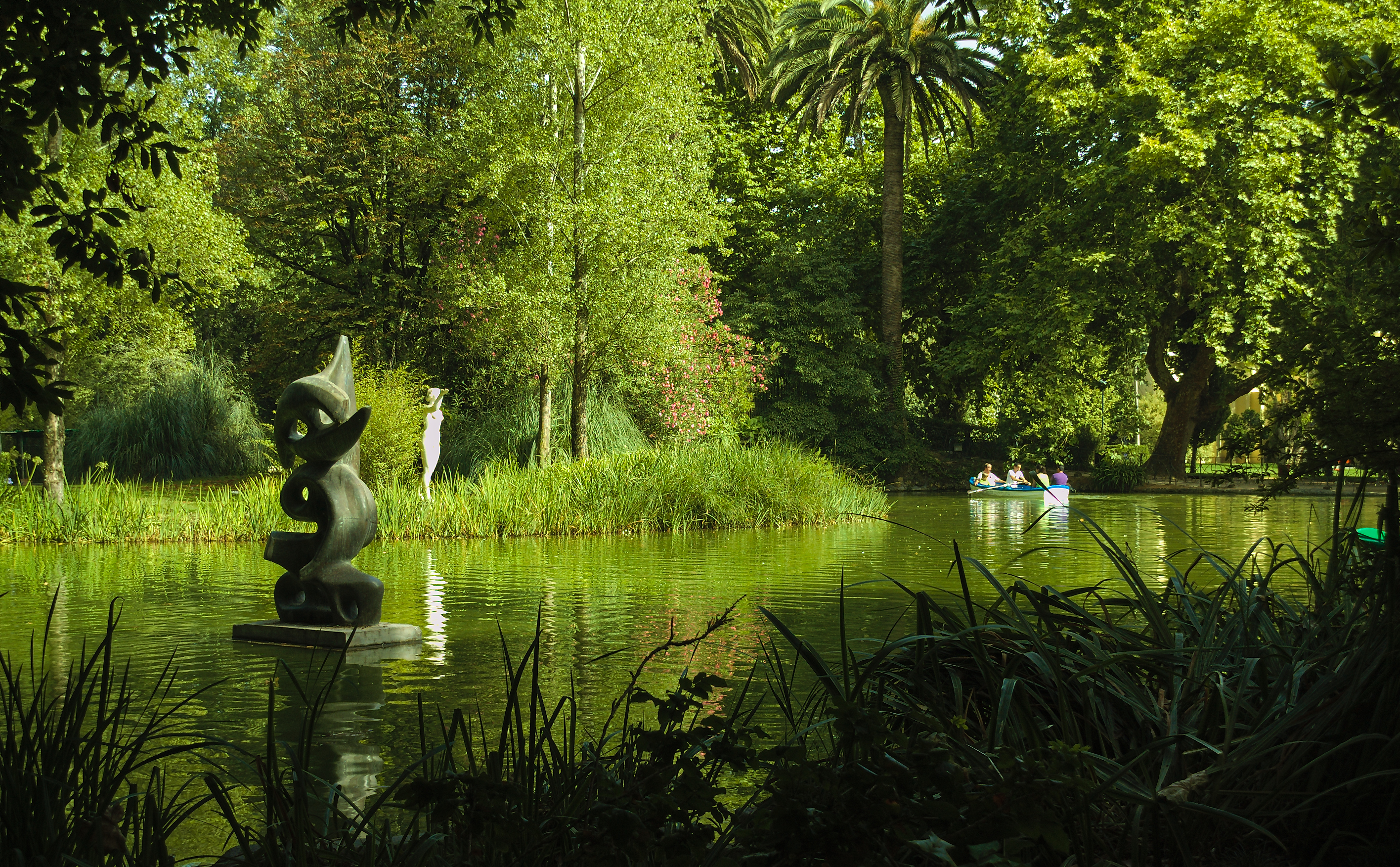
Dom Carlos I park